# Lukácsháza
Lukácsháza là một thị trấn thuộc hạt Vas, Hungary. Thị trấn này có diện tích 9,36 km², dân số năm 2010 là 1055 người, mật độ 113 người/km².